# Fünf Klavierstücke opus 97
Fünf Klavierstücke is een verzameling werkjes van Christian Sinding. Hij schreef tal van dit soort werkjes om brood op de plank te houden, maar ze verdwenen op een enkeling na allemaal in de la.
De vijf werkjes zijn:
1. Des Morgens (con brio) (Es majeur
2. Auf dem Wasser (allegro ma non troppo) (Des majeur)
3. Intermezzo (allegretto quasi andantino) (E majeur)
4. Gewitter (allegro) (F majeur/f mineur)
5. Aquarell (con fuoco) (D majeur)